# Richard Bellman
Richard Ernest Bellman (1920–1984) fue un matemático aplicado, cuya mayor contribución fue la metodología denominada programación dinámica.
Bellman estudió matemáticas en la Universidad de Brooklyn, donde obtuvo el pregrado, y luego la maestría en la Universidad de Wisconsin. Posteriormente comenzó a trabajar en el Laboratorio Nacional Los Álamos en el campo de la física teórica. En 1946 obtuvo su doctorado en la Universidad de Princeton.
También ejerció la docencia en la universidad del sur de California(EE. UU.), fue socio de la Academia Americana de las Artes y las Ciencias (1975) y de la Academia Nacional Americana de Ingeniería (1977). En 1979 el IEEE le otorgó la medalla de honor por su contribución a la teoría de los sistemas de control y de los procesos de decisión,
en especial por su contribución con la programación dinámica y por la ecuación de Bellman. 
Su primer estudiante de doctorado fue Austin Esogbue, que es actualmente profesor en el Instituto tecnológico de Georgia, en el departamento de ingeniería industrial y de sistemas.

## Algunas publicaciones
- Dynamic Programming, Princeton University Press 1957, 2010
- con Stuart Dreyfus: Applied dynamic programming, Princeton University Press 1962
- con Edwin Beckenbach: Introduction to Inequalities, Random House 1961
- Dynamische Programmierung und selbstanpassende Regelprozesse, Oldenbourg 1967
- con Kenneth Cooke : Modern elementary differential equations, Addison Wesley 1971, 2. Auflage Dover 1995
- con K. Cooke: Differential Difference-Equations, Academic Press 1963
- con K. Cooke, Jo Anne Lockett Algorithms, Graphs and Computers, Academic Press 1970
- con Edward Angel: Dynamic programming and differential equations, Academic Press 1972
- con G. M. Wing: Introduction to invariant imbedding, Wiley 1975
- Introduction to matrix analysis, McGraw Hill, 1960, 2. Auflage 1970, SIAM 1995
- con George Adomian: Partial Differential Equations: new methods for their treatment and solution, Dordrecht, Reidel Publishing, 1985
- Stability of differential equations, McGraw Hill 1953, Dover 1969
- con Robert Roth Techniques in approximation. Methods for mathematical modelling, Dordrecht, Reidel Publishing, 1986
- Methods in nonlinear analysis, 2 Bände, Academic Press 1970, 1973
- Introduction to artificial intelligence. Can computers think?, San Francisco 1978
- Adaptive control processes- a guided tour, Princeton UP 1961
- A Brief Introduction to Theta Functions, Holt, Rinehart and Winston 1961
- Selective Computation, World Scientific 1985